# Каньйон Мелас
Каньйон Мелас (лат. Melas Chasma) — каньйон на Марсі, найширший сегмент долини Марінера. Розташований східніше каньйону Іо у квадранглі Coprates. Він прорізається через шаруваті відклади, які, як вважають, є осадами колишнього озера. Апарат MRO відкрив у долині поклади гідратних сульфатів, які свідчать про те, що каньйон колись був наповнений водою. Крім того, тим же супутником були знайдені поклади оксиду заліза.